# キャップジェミニ
キャップジェミニ（仏: Capgemini SE）は、フランス・パリに本拠を置き、世界50か国以上で事業を展開する欧州最大のITサービス企業。
ユーロネクスト・パリ上場企業（Euronext: CAP ）。

## 沿革
キャップジェミニの事業は1967年、Serge Kampfにより、企業経営・データの分析事業を目的としたSociété pour la Gestion de l'Entreprise et le Traitement de l'Information（Sogeti）が、グルノーブルで設立されたことに始まる。1973年、欧州における競合企業のCAPを買収、1974年、アメリカ合衆国・ニューヨークに本拠を置くGemini Computers Systemsを買収、1975年、CAPとイギリスのCAP Groupとの社名類似問題を契機に、CAP Gemini Sogetiと改称、1981年にミルウォーキーを本拠とするDASD Corporationを買収した。1996年、社名をCapgeminiに改称、世界各地のグループ企業をキャップジェミニの名称でリブランド化した。
2000年5月、イギリスのアーンスト・アンド・ヤングからコンサルティング部門を買収、2002年、ITコンサルティング専門の部門としてSogetiのブランドを復活させ、以降、世界15か国でITコンサルティングサービスを展開している。2006年10月、シカゴを本拠としインドにおける有力ITコンサルティングファームであったKanbay International,Inc.を買収、2008年5月、ストックホルムを本拠とするIBX Groupを買収、2015年4月、アメリカ・ニュージャージー州を本拠とする同業のアイゲートを買収し、アメリカ合衆国を最大の市場とした。
2020年5月以降、Aiman EzzatがCEOを務めている。

## 日本のキャップジェミニ
2013年2月、「キャップジェミニ株式会社」（Capgemini Japan K.K.）として事業を開始。コンサルティング、テクノロジーおよびアウトソーシング事業を行っている。本社を虎ノ門ヒルズに置く。
国内におけるサービス部門は、４部門からなる９つの専門チームで構成されている。(1)ビジネスコンサルティング部門：「製造&サービスコンサルティング」、「金融コンサルティング」　(2)業界/セクター別部門：「金融・保険」、「銀行・市場系」、「テクノロジー・メディア・テレコム」　(3)アプリケーション部門：「SAP」、「DCX」、「Technology ＆ IPA」 (4)エンジニアリング R＆D